# Abu Becre Amade ibne Ibraim Almadarai
Abu Becre, Abubacar, Abacar ou Abubequer Amade ibne Ibraim Almadarai (Abu Bakr Ahmad ibn Ibrahim al-Madhara'i; m. 884), chamado de o Surdo ou Alatraxe (al-Atrax), foi o fundador da família Almadarai de burocratas fiscais. Como seu nisba mostra, a família advém da vila de Madaraia, próximo a Uacite, no Iraque Inferior. Educado nas tradições da burocracia abássida em Samarra, Amade e seus filhos mudaram-se para o Egito, onde, em 879, foi nomeado diretor das finanças (amil) por Amade ibne Tulune (r. 868–884), o governante autônomo do Egito e mais tarde da Síria.
Amade manteve seu posto até sua morte em 884, e nomeou seus dois filhos, Ali e Abu como seus representantes no Egito e Síria respectivamente. Isso cimentou as fundações da monopolização virtual dos assuntos fiscais de ambas as províncias por seus descendentes sob a égide dos tulúnidas, o governo abássida restaurado, e a subsequentemente autônoma dinastia iquíxida até 946.